# El Paso (Teksas)
El Paso – miasto w Stanach Zjednoczonych, na południowo-zachodnim skraju stanu Teksas, ośrodek administracyjny hrabstwa El Paso, położone nad rzeką Rio Grande, u podnóża Gór Franklin, przy granicy z Meksykiem naprzeciw meksykańskiego miasta Ciudad Juárez.  
W 2020 miasto liczyło 678,8 tys. mieszkańców; obszar metropolitalny El Paso obejmujący m.in. miejscowości: Horizon City i Socorro, w 2020 zamieszkany był przez 865,6 tys. osób. Jest drugim co do wielkości miastem z większością latynoską w Stanach Zjednoczonych, gdzie ponad 81% mieszkańców to Latynosi.  
Miasto jest węzłem komunikacyjnym, w pobliżu funkcjonuje port lotniczy El Paso. Ośrodek naukowo–handlowy oraz przemysłowy w sektorze m.in. petrochemicznym, hutnictwa miedzi, odzieżowym oraz spożywczym.      

## Położenie
Miasto położone jest w południowo–zachodniej części Stanów Zjednoczonych w Hrabstwie El Paso, graniczy od północy ze stanem Nowy Meksyk.  

## Historia

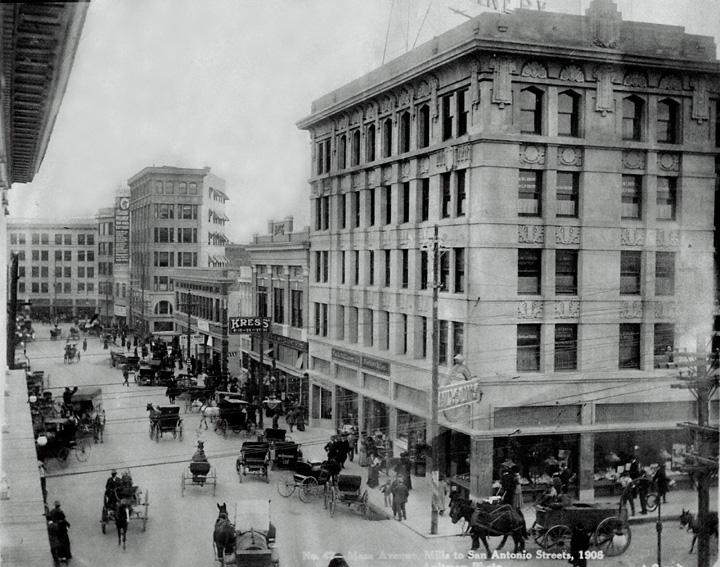
Śródmieście El Paso w 1908

Od 1598 funkcjonuje pod nazwą El Paso (hiszp. El Paso del Norte), kiedy to hiszpański konkwistador Juan de Oñate uznał miejsce jako strategiczne. Franciszkanie założyli tu misje w 1659 – podczas powstania Indian Pueblo chronili się w niej hiszpańscy kolonizatorzy. Pod koniec XVIII stulecia osada składała się z kilku przysiółków i folwarków zamieszkanych przez około 5 tys. osób. Od 1859 funkcjonuje jako miasto – gwałtowny rozwój El Paso podlegał m.in. doprowadzeniu linii kolejowej w 1881 (w ciągu kilku lat populacja miasta wzrosła dziesięciokrotnie). W 1913 otwarto Uniwersytet Teksasu w El Paso, od 1959 działa Muzeum Sztuki.
Znajduje się tu baza wojskowa Fort Bliss, siedziba Centrum Obrony Powietrznej Armii Stanów Zjednoczonych, a na północ od miasta poligon White Sands Missile Range.
El Paso jest jednym z największych przejść granicznych pomiędzy Stanami Zjednoczonymi a Meksykiem – miesięcznie przez miasto przechodzą tysiące migrantów uciekających od biedy i przemocy w kraju ojczystym.

## Demografia

### Etniczność
Pod względem etnicznym w 2020 w El Paso, dominowała ludność rasy białej (59,6%), następnie rasa mieszana (20,7%), rasa czarna – Afroamerykanie (3,4%), Azjaci (1,3%), Indianie (0,6%), Hawajczycy i mieszkańcy innych wysp Pacyfiku (0,2%). Latynosi stanowili 81,6% ludności miasta.

## Religia

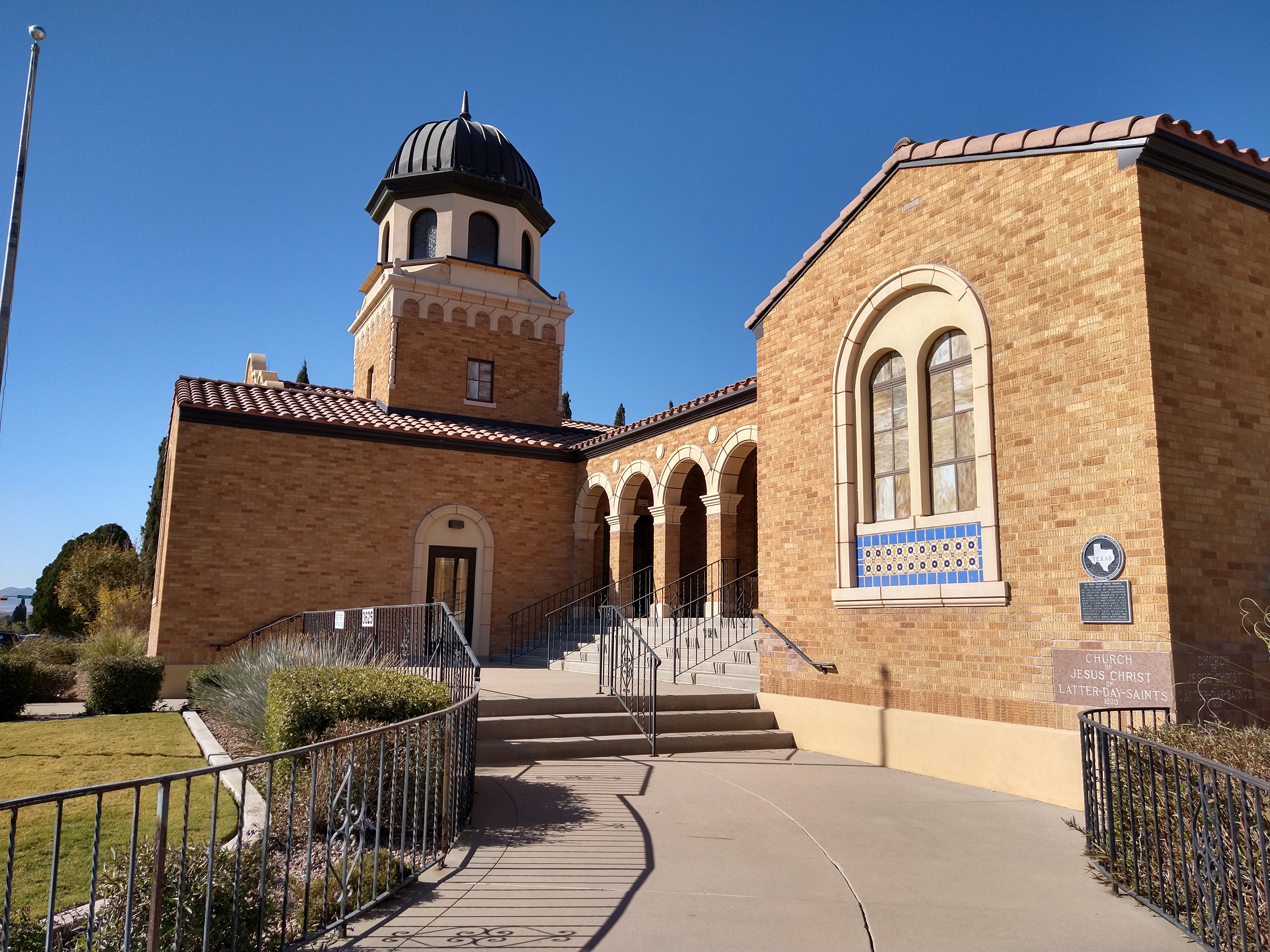
Kościół Jezusa Chrystusa Świętych w Dniach Ostatnich w El Paso

W 2020 do największych grup religijnych obszaru metropolitalnego El Paso należały:
- Kościół katolicki – 416,2 tys. członków w 54 parafiach
- Ewangelikalizm bezdenominacyjny – 50,2 tys. członków w 62 zborach
- Południowa Konwencja Baptystów – 18,7 tys. członków w 122 zborach
- Świadkowie Jehowy – 15,4 tys. członków w 53 zborach
- Kościół Jezusa Chrystusa Świętych w Dniach Ostatnich (mormoni) – 10,3 tys. członków w 21 świątyniach
- Kościoły zielonoświątkowe – ok. 10 tys. członków w 59 zborach

## Zabytki i atrakcje turystyczne
- Muzeum Archeologiczne
- Muzeum Sztuki
- Muzeum Historii
- Zoo El Paso

## Współpraca
- Chihuahua
- Jerez de la Frontera
- Mérida
- Ciudad Juárez
- Torreón
- Zacatecas

## Urodzeni w El Paso
- Guy Kibbee (1882)
- Elliot Chess (1899)
- Gene Roddenberry (1921)
- Sandra Day O’Connor (1930)
- Debbie Reynolds (1932)
- Oscar Zeta Acosta (1935)
- Don Bluth (1937)
- Phil Ochs (1940)
- Vikki Carr (1941)
- Jeff Bingaman (1943)
- Barbara Lee (1946)
- Susana Martinez (1959)
- Lydia Cornell (1962)
- Eddie Guerrero (1967)
- Vickie Guerrero (1968)
- Chavo Guerrero Jr. (1970)
- Alan Tudyk (1971)
- Beto O’Rourke (1972)
- John Moyer (1973)
- Jim Ward (1976)
- Jair Marrufo (1977)
- Natasha Lacy (1985)
- Sho Kashima (1986)
- Diamond Dixon (1992)
- Marcell Jacobs (1994)
- Daniel Amigo (1995)
- Allegra Acosta (2002)